# HD 164509
HD 164509 är en dubbelstjärna belägen i den mellersta delen av stjärnbilden Ormbäraren. Den har en kombinerad skenbar magnitud av ca 8,10 och kräver åtminstone en stark handkikare eller ett mindre teleskop för att kunna observeras. Baserat på parallaxmätning inom Hipparcosuppdraget på ca 18,8 mas, beräknas den befinna sig på ett avstånd på ca 174 ljusår (ca 53 parsek) från solen. Den rör sig bort från solen med en heliocentrisk radialhastighet på ca 14 km/s.

## Egenskaper
Primärstjärnan HD 164509 A är en gul till vit, solliknande stjärna i huvudserien av spektralklass G2 V. Stjärnan är metallrik med en Fe/H på 0,21 dex, som är ungefär 60 procent mera än solens innehåll av järn. Den har en massa som är ca 1,1 solmassor, en radie som är ca 1,1 solradier och har ca 1,4 gånger solens utstrålning av energi från dess fotosfär vid en effektiv temperatur av ca 5 900 K.
Det upptäcktes 2016 att primärstjärnan åtföljs av en röd dvärgstjärna av spektralklass M med en projicerad separation av 36,5 ± 1,9 AE. Bevisen för att följeslagaren befinner sig i en bunden bana förstärktes ytterligare 2017.

## Planetsystem
År 2011 upptäcktes med metoden för mätning av radiell hastighet en het Jupiter, exoplaneten HD 164509 b, i omlopp kring primärstjärnan. Planeten  kan omöjligen ha bildats på dess för närvarande långsiktigt instabila bana, och kan vara ett infångat objekt som bildats någon annanstans.
| Planet | Massa          | Halv storaxel (AE) | Siderisk omloppstid (d) | Excentricitet | Inklination | Radie |
| ------ | -------------- | ------------------ | ----------------------- | ------------- | ----------- | ----- |
| b      | 0,48 ± 0,09 MJ | 0,875 ± 0,008      | 282,4 ± 3,8             | 0,26 ± 0,14   | -           | -     |